# Creutzburg (Orgelbauerfamilie)

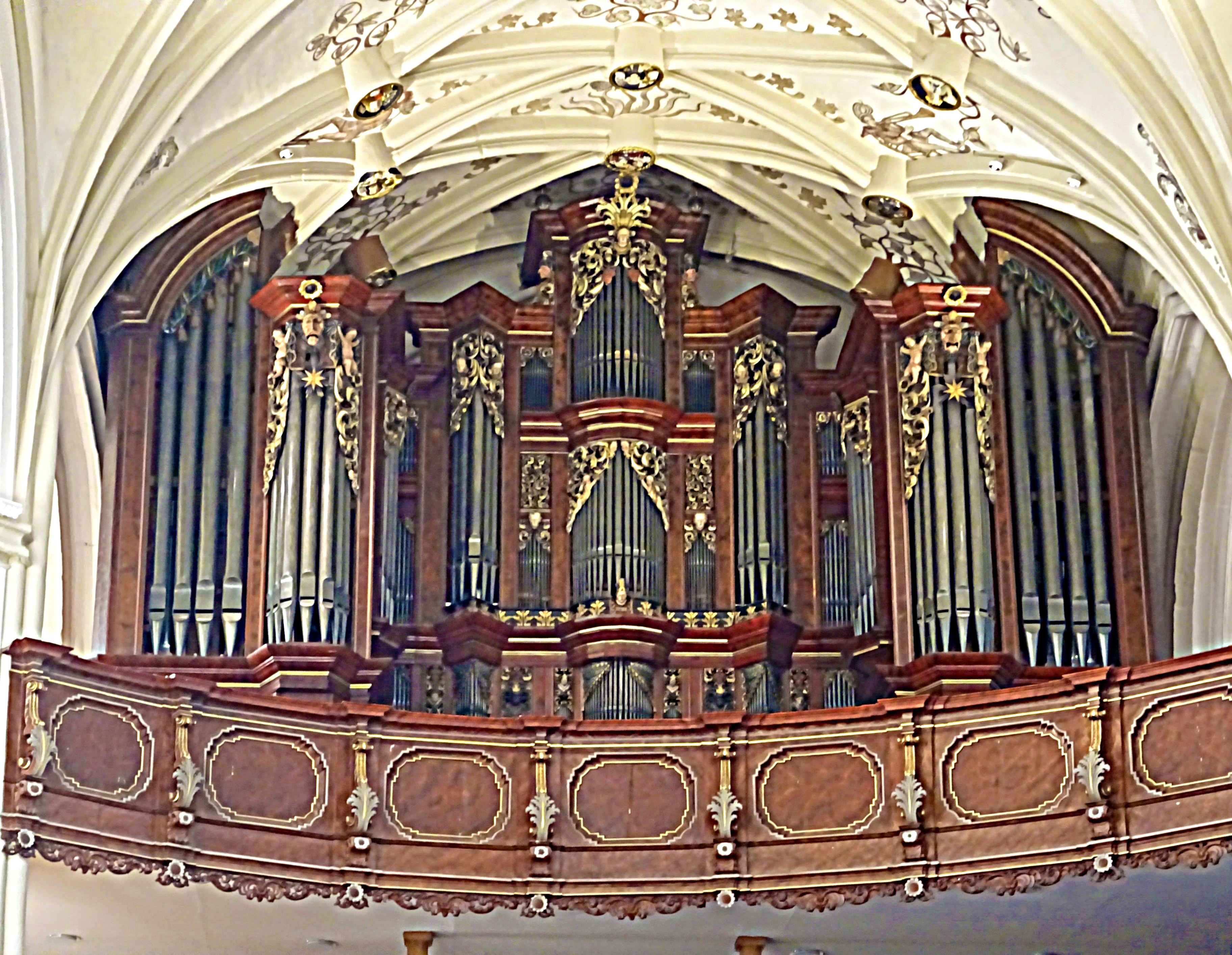
Creutzburg-Orgel in Duderstadt, Basilika St. Cyriakus (1735)

Creutzburg war eine deutsche Orgelbauerfamilie die von 1716 bis um 1765 in Wendehausen, Duderstadt und Ershausen in Thüringen und Niedersachsen, tätig war.

## Geschichte

### Johannes Creutzburg
Johannes Creutzburg wurde am 8. Juni 1686 in Wendehausen geboren und am 5. Juni 1738 in Duderstadt beigesetzt. Er erlernte vor 1710 den Orgelbau bei seinem Schwiegervater Michael Thon in Wendehausen. 1711 heiratete er dessen Tochter Christina. Mit ihr hatte er zwei Kinder, Elisabeth und Michael. 1710/1711 ist er als Geselle des Schnitger-Schülers Johann Adam Gundermann in Sontra nachweisbar. Von 1711 bis 1716 war er Geselle bei Michael Thon. Ab 1716 war er in Wendehausen als selbstständiger Orgel-, Cembalo- und Clavichordbauer tätig. Um 1732 verlegte er seine Werkstatt nach Duderstadt. Als Anerkennung für den herausragenden Bau der dortigen Orgel in der Pfarrkirche St. Cyriakus, bekam er am 6. Juni 1736 das Bürgerrecht der Stadt verliehen, verbunden mit einer Steuerfreiheit. Er wurde am 5. Juni 1738 in Duderstadt begraben.

### Daniel Creutzburg
Daniel Creutzburg wurde um 1690 in Wendehausen geboren und starb um 1765 in Ershausen. Er war der jüngere Bruder von Johannes Creutzburg und als Orgelbauer in Ershausen tätig. Er war vermutlich ebenfalls Schüler von Michael Thon. Spätestens ab 1737 war es in Ershausen ansässig.

## Werke (Auswahl)
Ein großes „P“ steht für ein selbstständiges Pedal, ein kleines „p“ für ein angehängtes Pedal. Eine Kursivierung zeigt an, dass die betreffende Orgel nicht mehr erhalten ist oder lediglich noch der Prospekt aus der Werkstatt stammt. 

### Johannes Creutzburg
Durch glückliche Umstände ist das Tage- und Werkstattbuch Creutzburgs bis auf den heutigen Tag erhalten geblieben. Lange Zeit wurde es in der in Duderstadt ansässigen Orgelbauwerkstatt Krell aufbewahrt. Heute lagert es im Duderstädter Propsteiarchiv. Bis zum Jahr 1735 sind Orgelwerke des Meisters darin genannt und beschrieben.
| Jahr      | Ort            | Gebäude               | Bild | Manuale | Register | Bemerkungen |
| --------- | -------------- | --------------------- | ---- | ------- | -------- | --- |
| 1716      | Heldra         | St. Johannis          |      | I       | 5        | Neubau, nicht erhalten |
| 1718      | (Härmen)       |                       |      | II/P    | 14       | Neubau, (Ort nicht identifizierbar)                                                                                           |
| 1710–1720 | Sontra         | St. Marien            |      | II/P    | 21       | Erweiterung der Orgel von Johann Adam Gundermann (1711), durch Neubau 1934 und 1964 hinter Gundermann-Prospekt ersetzt        |
| 1720      | Beberstedt     | St. Martin            |      | I/P     | 7        | Neubau, umgebaut erhalten, Abnahmeprüfung durch J. G. Heutzenröder, Duderstadt                                                |
| 1721      | Bernterode     | St. Martin            |      | I       | 4        | Neubau, spätestens 1866 entfernt                                                                                              |
| 1721      | Obernfeld      | St. Blasius           |      | II/P    | 18       | Neubau, Gehäuseteile erhalten, 1913 ersetzt durch Neubau von Louis Krell                                                      |
| 1724      | Rambach        | Evangelische Kirche   |      | I/P     | 8        | Neubau, historischer Prospekt erhalten, dahinter ersetzt durch Neubau                                                         |
| 1725      | Teistungenburg | Klosterkirche         |      | II/P    | 18       | Neubau, 1826 Umgesetzt nach St. Andreas, Teistungen, Gehäuse teilweise erhalten                                               |
| 1727      | Tastungen      | St. Gallus            |      | I/P     | 10       | Neubau, verändert Erhalten |
| 1727–1728 | Breitenworbis  | St. Vitus             |      |         |          | Neubau |
| 1731      | Eschwege       | St. Dionys            |      | II/P    | 27       | Neubau |
| 1731      | Eschwege       | St. Katharina         |      | II/P    | 34       | Neubau, zweitgrößtes Werk mit dem großen Pedalregister Untersatz 32′, 1838 durch Neubau von Eobanus Friedrich Krebaum ersetzt |
| 1733–1735 | Duderstadt     | St. Cyriakus          |      | III/P   | 41       | Neubau, etwa 700 Pfeifen und der Prospekt erhalten, 2006 durch Eule restauriert und rekonstruiert → Orgel                     |
| 1735      | Leinefelde     | St. Maria Magdalena   |      |         |          | Neubau |
| 1735      | Breitenholz    | St. Mariä Heimsuchung |      |         |          | Neubau |
| 1736      | Helmsdorf      | St. Peter und Paul    |      |         |          | Neubau |
| 1736      | Beienrode      | St. Bartholomäi       |      | I/P     | 8        | Neubau, Gehäuse (verändert) und Klaviaturen erhalten, 1854 ersetzt durch Neubau von Carl Heyder                               |
| 1738      | Küllstedt      |                       |      | II/P    | 24       | Neubau, vollendet von seinem Schwiegersohn Johann Michael Kahlert; nicht erhalten                                             |
|           | Stinelstätt    |                       |      |         | 12       | (evtl. Dingelstädt? – oder Aufzeichnung über die bereits vorhandene Orgel in Küllstedt?, Ort nicht identifizierbar)           |

### Daniel Creutzburg
| Jahr | Ort          | Gebäude                   | Bild | Manuale | Register | Bemerkungen |
| ---- | ------------ | ------------------------- | ---- | ------- | -------- | ----------- |
| 1737 | Ershausen    | St. Philippus und Jakobus |      |         |          | Neubau      |
| 1738 | Kirchgandern | St. Martin                |      |         |          | Neubau      |
| 1740 | Eichenberg   |                           |      | I/P     | 6        | Neubau      |